# Matt Gotrel
Matthew Anthony W. "Matt" Gotrel, född 1 mars 1989 i Chipping Campden, är en brittisk roddare.
Gotrel blev olympisk guldmedaljör i åtta med styrman vid sommarspelen 2016 i Rio de Janeiro.